# Лубьяное
Лубья́ное (укр. Луб'яне), до 2016 года — Черво́ный Па́харь (укр. Червоний Пахар) — село в Семёновском районе Черниговской области Украины. Население 109 человек. Занимает площадь 0,4 км². Село расположено в междуречье Стративы и её притока Лубянки.
Код КОАТУУ: 7424786507. Почтовый индекс: 15411. Телефонный код: +380 4659.

## Власть
Орган местного самоуправления — Тимоновичский сельский совет. Почтовый адрес: 15410, Черниговская обл., Семёновский р-н, с. Тимоновичи, ул. Победы, 1.